# São Vicente e Granadinas nos Jogos Olímpicos de Verão de 1996
São Vicente e Granadinas participou dos Jogos Olímpicos de Verão de 1996 em Atlanta, Estados Unidos.